# Ottersheim bei Landau
Ottersheim bei Landau – miejscowość i gmina w Niemczech, w kraju związkowym Nadrenia-Palatynat, w powiecie Germersheim, wchodzi w skład gminy związkowej Bellheim.